# Xanthorcus concinnus
Xanthorcus concinnus is een keversoort uit de familie lieveheersbeestjes (Coccinellidae). De wetenschappelijke naam van de soort is voor het eerst geldig gepubliceerd in 1898 door Weise.